# 现任美国联邦参议员列表

当前（119届）參議院議員按州和党派分布圖
2名民主党党员
2名共和黨党员
1名民主党党员和1名共和黨党员

美国参议院由100名议员组成，50个州各两名。以下是第119屆美國國會中的参议员名单。

## 黨派組成

参议院党派分布
共和黨 53
民主党 45
无党籍 2

| 黨派 | 黨派     | 議員數 |
| ---- | -------- | ------ |
|      | 共和黨   | 53     |
|      | 民主党   | 45     |
|      | 獨立人士 | 2      |
| 總數 | 總數     | 100    |

## 领导
| 职位           | 党籍   | 領導人        | 所代表州 | 任期开始      |
| -------------- | ------ | ------------- | -------- | ------------- |
| 參議院議長     | 共和党 | J·D·范斯      | 俄亥俄州 | 2025年1月20日 |
| 參議院臨時議長 | 共和黨 | 查克·葛雷斯利 | 艾奥瓦州 | 2025年1月3日  |

### 多数党领导(共和党)
| 职位       | 領導人      | 所代表州   | 任期开始                              |
| ---------- | ----------- | ---------- | ------------------------------------- |
| 多數黨領袖 | 約翰·圖恩   | 南达科他州 | 2025年1月3日 自2025年1月3日起担任党魁 |
| 多數黨黨鞭 | 約翰·巴拉索 | 怀俄明州   | 2025年1月3日 自2025年1月3日起担任党鞭 |

### 少数党领导(民主党)
| 职位       | 領導人    | 所代表州   | 任期开始                              |
| ---------- | --------- | ---------- | ------------------------------------- |
| 少數黨領袖 | 查克·舒默 | 紐約州     | 2025年1月3日 自2017年1月3日起担任党魁 |
| 少數黨黨鞭 | 迪克·德賓 | 伊利诺伊州 | 2025年1月3日 自2005年1月3日起担任党鞭 |

## 参议员列表
- A
- C
- D
- F
- G
- H
- I
- K
- L
- M
- N
- O
- P
- R
- S
- T
- U
- V
- W

| 州份         | 肖像                                                     | 参议员                 | 政党 | 政党                     | 出生日期       | 职业 | 先前公职                                                          | 学历                                                                                               | 就职日期       | 当前任期结束 组别 | 住址         |
| ------------ | -------------------------------------------------------- | ---------------------- | ---- | ------------------------ | -------------- | --- | ----------------------------------------------------------------- | -------------------------------------------------------------------------------------------------- | -------------- | ----------------- | ------------ |
| 亚拉巴马州   |                                                          | 汤米·图伯维尔          |      | 共和黨                   | 1954年9月18日  | 美式足球教练 投资管理公司合伙人 | 无                                                                | 南阿肯色大學 (BS)                                                                                  | 2021年1月3日   | 2026 第二组       | 奥本         |
| 亚拉巴马州   |                                                          | 凯蒂·布里特            |      | 共和黨                   | 1982年2月2日   | 参议院工作人员 大学管理人员 律师 竞选经理 阿拉巴马州商业委员会主席兼首席执行官 阿拉巴马州野生动物联盟董事会成员                                        | 无                                                                | 阿拉巴马大学 (理學學士, JD)                                                                        | 2023年1月3日   | 2028 第三组       | 蒙哥马利     |
| 阿拉斯加州   |                                                          | 麗莎·穆爾科斯基        |      | 共和黨                   | 1957年5月22日  | 律师 | 阿拉斯加州众议院                                                  | 乔治城大学 (AB) 威拉姆特大學 (JD)                                                                  | 2002年12月20日 | 2028 第三组       | 格伍德       |
| 阿拉斯加州   |                                                          | 丹·沙利文              |      | 共和黨                   | 1964年11月13日 | 美国海军陆战队军官 律师 經濟和商業事務助理國務卿 | 阿拉斯加州總檢察長                                                | 哈佛大学 (AB) 乔治城大学 (MS, JD)                                                                  | 2015年1月3日   | 2026 第二组       | 安克拉治     |
| 亚利桑那州   |                                                          | 马克·凯利              |      | 民主党                   | 1964年2月21日  | 美國海軍军官 NASA宇航员 美国负责任解决方案组织联合创始人                                                                                               | 无                                                                | 國王角美國商船學院 (BS) 海军研究生院 (MS)                                                          | 2020年12月2日  | 2028 第三组       | 图森         |
| 亚利桑那州   |                                                          | 鲁本·加列戈            |      | 民主党                   | 1979年11月20日 | 政治策略师 公关项目经理 鳳凰城市議會办公室主任 美国海军陆战队                                                                                          | 联邦众议员 亚利桑那州众议院                                       | 哈佛大学 (BA)                                                                                      | 2025年1月3日   | 2030 第一组       | 鳳凰城       |
| 阿肯色州     |                                                          | 约翰·布兹曼            |      | 共和黨                   | 1950年12月10日 | 验光师 | 联邦众议员 罗杰斯学区董事                                         | 阿肯色大学 南方視光學學院 (OD)                                                                     | 2011年1月3日   | 2028 第三组       | 罗杰斯       |
| 阿肯色州     |                                                          | 湯姆·卡頓              |      | 共和黨                   | 1977年5月13日  | 律师 美国陆军军官 | 联邦众议员                                                        | 哈佛大学 (AB, JD)                                                                                  | 2015年1月3日   | 2026 第二组       | 达达尼尔     |
| 加利福尼亚州 |                                                          | 亚历克斯·帕迪利亚      |      | 民主党                   | 1973年3月22日  | 工程师 | 加利福尼亞州州務卿 加利福尼亚州参议院 洛杉矶市议会主席            | 麻省理工学院 (BS)                                                                                  | 2021年1月20日  | 2028 第三组       | 洛杉矶       |
| 加利福尼亚州 |                                                          | 亞當·希夫              |      | 民主党                   | 1960年6月22日  | 加州南部联邦地区检察官办公室助理检察官 律师 | 美国众议院 加利福尼亚州参议院                                     | 史丹佛大學 (BA)哈佛法学院 (JD)                                                                     | 2024年12月8日  | 2030 第一组       | 伯班克       |
| 科罗拉多州   |                                                          | 迈克尔·贝内特          |      | 民主党                   | 1964年11月28日 | 律师 投资公司主管 丹佛公立学校校长 丹佛市长办公室主任                                                                                                  | 无                                                                | 維思大學 (BA) 耶鲁大学 (JD)                                                                        | 2009年1月21日  | 2028 第三组       | 丹佛         |
| 科罗拉多州   |                                                          | 約翰·希肯盧珀          |      | 民主党                   | 1952年2月7日   | 地质学家 商人 | 科羅拉多州州長 丹佛市长                                           | 維思大學 (BA, MS)                                                                                  | 2021年1月3日   | 2026 第二组       | 丹佛         |
| 康涅狄格州   |                                                          | 理查德·布魯門薩爾      |      | 民主党                   | 1946年2月13日  | 海军陆战队预备役中士 参议院职员 律师 联邦检察官 | 康涅狄格州檢察長 康涅狄格州参议院 康涅狄格州众议院                | 哈佛大学 (AB) 剑桥大学三一学院 耶鲁大学 (JD)                                                       | 2011年1月3日   | 2028 第三组       | 格林尼治     |
| 康涅狄格州   |                                                          | 克里斯·墨菲            |      | 民主党                   | 1973年8月3日   | 律师 政治竞选经理 | 联邦众议员 康涅狄格州参议院 康涅狄格州众议院                      | 威廉姆斯学院 (BA) 牛津大学埃克塞特学院 康涅狄格大学 (JD)                                           | 2013年1月3日   | 2030 第一组       | 哈特福       |
| 特拉华州     |                                                          | 克里斯·康斯            |      | 民主党                   | 1963年9月9日   | 非营利组织执行官 律师 | 紐卡斯爾縣县长 纽卡斯尔县议会成员                                 | 阿默斯特學院 (BA) 耶鲁大学 (MAR, JD)                                                               | 2010年11月15日 | 2026 第二组       | 威尔明顿     |
| 特拉华州     |                                                          | 莉萨·布伦特·罗切斯特   |      | 民主党                   | 1962年2月10日  | 非营利组织主管 顾问 特拉华州人事总监 特拉华州劳工部长 特拉华州卫生和社会服务部副部长                                                                   | 聯邦衆議員                                                        | 维拉诺瓦大学費爾里·狄金生大學 (BA)特拉华大学 (MA)                                                  | 2025年1月3日   | 2030 第一组       | 威尔明顿     |
| 佛罗里达州   |                                                          | 里克·斯科特            |      | 共和黨                   | 1952年12月1日  | 美国海军 律师 美国医院集团CEO 风险投资人 | 佛罗里达州州长                                                    | 密苏里大学堪萨斯城分校 (BS) 南方卫理公会大学 (JD)                                                  | 2019年1月8日   | 2030 第一组       | 那不勒斯     |
| 佛罗里达州   |                                                          | 阿什莉·穆迪            |      | 共和黨                   | 1975年3月28日  | 美国佛罗里达中区联邦地区法院助理检察官 美国高等院校管理委员会学生代表 教授 律师                                                                        | 佛罗里达州检察长 佛罗里达州第十三司法巡回法院法官                 | 佛罗里达大学 (BS, MS, JD)史丹森大學 (LLM)                                                          | 2025年1月21日  | 2026 第三组       | 塔拉赫西     |
| 佐治亚州     |                                                          | 乔恩·奥索夫            |      | 民主党                   | 1987年2月16日  | 调查记者 紀錄片製片人 眾議院職員 | 无                                                                | 乔治城大学 (BS) 倫敦政治經濟學院 (MSc)                                                             | 2021年1月20日  | 2026 第二组       | 亚特兰大     |
| 佐治亚州     |                                                          | 拉斐尔·沃诺克          |      | 民主党                   | 1969年7月23日  | 牧师 | 无                                                                | 莫爾豪斯學院 (BA) 纽约协和神学院 (MDiv, MPhil, PhD)                                                | 2021年1月20日  | 2028 第三组       | 亚特兰大     |
| 夏威夷州     |                                                          | 布萊恩·夏茲            |      | 民主党                   | 1972年10月20日 | 教师 非营利组织执行官 | 夏威夷州副州長 夏威夷州众议院                                     | 波莫納學院 (BA)                                                                                    | 2012年12月26日 | 2028 第三组       | 檀香山       |
| 夏威夷州     |                                                          | 廣野慶子               |      | 民主党                   | 1947年11月3日  | 律师 | 联邦众议员 夏威夷州副州長 夏威夷州众议院                          | 夏威夷大学马诺阿分校 (BA) 乔治城大学 (JD)                                                          | 2013年1月3日   | 2030 第一组       | 檀香山       |
| 爱达荷州     |                                                          | 麥克·柯瑞柏            |      | 共和黨                   | 1951年5月20日  | 律师 | 联邦众议员 爱达荷州参议院                                         | 楊百翰大學 (BA) 哈佛大学 (JD)                                                                      | 1999年1月3日   | 2028 第三组       | 爱达荷福尔斯 |
| 爱达荷州     |                                                          | 吉姆·里施              |      | 共和黨                   | 1943年5月3日   | 教授 牧场主 非营利组织执行官 律师 | 爱达荷州州长 愛達荷州副州長 愛達荷州參議院臨時議長                | 威斯康星大学密尔沃基分校 愛達荷大學 (BS, JD)                                                       | 2009年1月3日   | 2026 第二组       | 博伊西       |
| 伊利诺伊州   |                                                          | 迪克·德賓              |      | 民主党                   | 1944年11月21日 | 律师 教授 | 联邦众议员                                                        | 乔治城大学 (BS, JD)                                                                                | 1997年1月3日   | 2026 第二组       | 斯普林菲尔德 |
| 伊利诺伊州   |                                                          | 谭美·达克沃斯          |      | 民主党                   | 1968年3月12日  | 美国陆军国民警卫队军官 北伊利诺伊大学护理研究中心协调员 美國退伍軍人事務部 伊利諾州退伍軍人事務部                                                      | 联邦众议员                                                        | 夏威夷大学马诺阿分校 (BA) 喬治·華盛頓大學 (MA) 北伊利诺伊大学 凱佩拉大學 (PhD)                     | 2017年1月3日   | 2028 第三组       | 霍夫曼莊園   |
| 印第安纳州   |                                                          | 托德·揚                |      | 共和黨                   | 1972年8月24日  | 海军陆战队军官 教授 咨询师 律师 | 联邦众议员                                                        | 美国海军学院 (BS) 芝加哥大学 (MBA) 倫敦大學 (MA) 印第安纳大学与普渡大学印第安纳波利斯联合校区 (JD) | 2017年1月3日   | 2028 第三组       | 布卢明顿     |
| 印第安纳州   |                                                          | 吉姆·班克斯            |      | 共和黨                   | 1979年7月16日  | 房地产经纪人 美國海軍預備役 业务发展总监 竞选经理 美国众议院工作人员                                                                                   | 聯邦衆議員 印第安纳州参议院                                       | 印第安纳大学布卢明顿分校 (BA)恩典神学学院 (MBA)                                                    | 2025年1月3日   | 2030 第一组       | 哥倫比亞城   |
| 艾奥瓦州     |                                                          | 查克·葛雷斯利          |      | 共和黨                   | 1933年9月17日  | 农场主 大学教授 | 联邦众议员 艾奥瓦州众议院                                         | 北愛荷華大學 (BA, MA) 爱荷华大学                                                                   | 1981年1月3日   | 2028 第三组       | 新哈特福德   |
| 艾奥瓦州     |                                                          | 喬尼·恩斯特            |      | 共和黨                   | 1970年7月1日   | 农场主 陆军国民警卫队军官 | 艾奥瓦州参议院                                                    | 爱荷华州立大学 (BA) 哥倫布州立大學 (MPA)                                                           | 2015年1月3日   | 2026 第二组       | 雷德奥克     |
| 堪萨斯州     |                                                          | 傑里·莫蘭              |      | 共和黨                   | 1954年5月29日  | 银行家 律师 | 联邦众议员 堪萨斯州参议院                                         | 富特海斯州立大學 堪萨斯大学 (BA, JD)                                                               | 2011年1月3日   | 2028 第三组       | 曼哈頓       |
| 堪萨斯州     |                                                          | 羅傑·馬紹爾            |      | 共和黨                   | 1960年8月9日   | 医生 美国陆军预备役上尉 | 联邦众议员                                                        | 堪薩斯州立大學 (BS) 堪萨斯大学 (MD)                                                                | 2021年1月3日   | 2026 第二组       | 大本德       |
| 肯塔基州     |                                                          | 米奇·麥康諾            |      | 共和黨                   | 1942年2月20日  | 律师 美国参议院工作人员 美国司法部法制办公室助理检察长                                                                                                 | 傑佛遜縣縣法官/縣長                                               | 路易斯維爾大學 (BA) 肯塔基大学 (JD)                                                                | 1985年1月3日   | 2026 第二组       | 路易維爾     |
| 肯塔基州     |                                                          | 兰德·保罗              |      | 共和黨                   | 1963年1月7日   | 眼科医生 | 无                                                                | 貝勒大學 杜克大学 (MD)                                                                             | 2011年1月3日   | 2028 第三组       | 鮑靈格林     |
| 路易斯安那州 |                                                          | 比爾·卡西迪            |      | 共和黨                   | 1957年9月28日  | 医生 | 联邦众议员 路易斯安那州参议院                                     | 路易斯安那州立大學 (BS, MD)                                                                        | 2015年1月3日   | 2026 第二组       | 巴吞鲁日     |
| 路易斯安那州 | John Neely Kennedy, official portrait, 115th Congress 2  | 約翰·尼利·甘迺迪       |      | 共和黨                   | 1951年11月21日 | 杂志编辑 律师 教授 路易斯安那州州长巴迪·罗默工作人员 路易斯安那州税务局局长                                                                            | 路易斯安那州司库                                                  | 范德堡大学 (BA) 弗吉尼亚大学 (JD) 牛津大学莫德林学院 (BCL)                                         | 2017年1月3日   | 2028 第三组       | 麦迪逊维尔   |
| 缅因州       |                                                          | 蘇珊·柯琳絲            |      | 共和黨                   | 1952年12月7日  | 众议院职员 参议院职员 美国小企业管理局区域主任 马萨诸塞州财政副局长                                                                                    | 无                                                                | 圣劳伦斯大学 (BA)                                                                                  | 1997年1月3日   | 2026 第二组       | 班戈         |
| 缅因州       |                                                          | 安格斯·金              |      | 独立                     | 1944年3月31日  | 律师 美国国会职员 企业创始人 企业高管 公共电视新闻节目主持人                                                                                           | 緬因州州長                                                        | 达特茅斯学院 (BA) 弗吉尼亚大学 (JD)                                                                | 2013年1月3日   | 2030 第一组       | 布倫瑞克     |
| 马里兰州     |                                                          | 安杰拉·奥索布鲁克斯    |      | 民主党                   | 1971年2月23日  | 喬治王子郡稅務局執行董事 喬治王子郡行政長官教育聯絡員                                                                                                  | 喬治王子郡行政長官 喬治王子郡縂檢察官                             | 杜克大學 (BA) 馬里蘭大學巴爾的摩分校 (JD)                                                          | 2025年1月3日   | 2030 第一组       | 上马尔伯勒   |
| 马里兰州     |                                                          | 克里斯·范荷倫          |      | 民主党                   | 1959年1月10日  | 美国参议院工作人员 马里兰州州长立法顾问 律师 | 联邦众议员 马里兰州参议院 马里兰州众议院                          | 斯沃斯莫爾學院 (BA) 哈佛大学 (MPP) 乔治城大学 (JD)                                                 | 2017年1月3日   | 2028 第三组       | 肯辛頓       |
| 马萨诸塞州   |                                                          | 伊莉莎白·華倫          |      | 民主党                   | 1949年6月22日  | 律师 教授 研究助理 非营利组织执行官 不良资产救助计划监督主席 消費者金融保護局特别顾问                                                                  | 无                                                                | 喬治·華盛頓大學 休士頓大學 (BS) 罗格斯大学纽瓦克分校 (JD)                                          | 2013年1月3日   | 2030 第一组       | 剑桥         |
| 马萨诸塞州   |                                                          | 艾德·马基              |      | 民主党                   | 1946年7月11日  | 美國陸軍預備役成员 律师 | 联邦众议员 马萨诸塞州众议院                                       | 波士顿学院 (BA, JD)                                                                                | 2013年7月16日  | 2026 第二组       | 莫尔登       |
| 密歇根州     |                                                          | 埃莉萨·斯洛特金        |      | 民主党                   | 1976年7月10日  | 顾问 美国国务院政治事务官员 中央情报局分析师 | 联邦众议员 密歇根州众议院 密歇根州参议院                          | 康奈尔大学 (BA)哥伦比亚大学(MIA)                                                                   | 2025年1月3日   | 2030 第一组       | 霍利         |
| 密歇根州     |                                                          | 加里·彼得斯            |      | 民主党                   | 1958年12月1日  | 美国海军预备役军官 财务顾问 律师 大学教授和讲师 | 联邦众议员 密歇根州参议院                                         | 阿爾瑪學院 (BA) 底特律梅西大學 (MBA) 韦恩州立大学 (JD, MA) 密西根州立大學 (MA)                     | 2015年1月3日   | 2026 第二组       | 布隆菲希爾   |
| 明尼苏达州   |                                                          | 艾米·克罗布彻          |      | 明尼苏达民主-农民-劳工党 | 1960年5月25日  | 律师 | 亨内平县 地方檢察官                                               | 耶鲁大学 (BA) 芝加哥大学 (JD)                                                                      | 2007年1月3日   | 2030 第一组       | 明尼阿波利斯 |
| 明尼苏达州   |                                                          | 蒂娜·史密斯            |      | 明尼苏达民主-农民-劳工党 | 1958年3月4日   | 公共关系咨询师 政治竞选经理 明尼阿波利斯市長办公室主任 明尼苏达州州长办公室主任                                                                        | 明尼苏达州副州长                                                  | 史丹佛大學 (BA) 达特茅斯学院 (MBA)                                                                 | 2018年1月3日   | 2026 第二组       | 明尼阿波利斯 |
| 密西西比州   |                                                          | 羅傑·威克              |      | 共和黨                   | 1951年7月5日   | 美国空军军官/军法检察官 联邦众议员工作人员 律师 | 联邦众议员 密西西比州参议院                                       | 密西西比大学 (BA, JD)                                                                              | 2007年12月31日 | 2030 第一组       | 图珀洛       |
| 密西西比州   |                                                          | 辛蒂·海德-史密斯       |      | 共和黨                   | 1959年5月10日  | 说客 农场主 | 密西西比州農業和商業部 密西西比州参议院                           | 科皮亞-林肯社區學院 (AA) 南密西西比大學 (BA)                                                       | 2018年4月9日   | 2026 第二组       | 布魯克哈芬   |
| 密苏里州     | Josh Hawley, official portrait, 116th congress (cropped) | 约什·霍利              |      | 共和黨                   | 1979年12月31日 | 律师 教授 | 密蘇里州總檢察長                                                  | 史丹佛大學 (BA) 耶鲁大学 (JD)                                                                      | 2019年1月3日   | 2030 第一组       | 欧扎克       |
| 密苏里州     |                                                          | 埃里克·施米特          |      | 共和黨                   | 1975年6月20日  | 律师 教授 | 密蘇里州總檢察長 密苏里州司库 密苏里州参议院 格倫代爾市议员委员会 | 杜魯門州立大學 (BA) 圣路易斯大学 (JD)                                                              | 2023年1月3日   | 2028 第三组       | 格倫代爾     |
| 蒙大拿州     |                                                          | 蒂姆·希伊              |      | 共和黨                   | 1985年11月18日 | 商人 美國海軍 | 无                                                                | 美国海军学院 (BS)                                                                                  | 2025年1月3日   | 2030 第一组       | 博兹曼       |
| 蒙大拿州     |                                                          | 史蒂夫·戴恩斯          |      | 共和黨                   | 1962年8月20日  | 商人 | 联邦众议员                                                        | 蒙大拿州立大學 (BS)                                                                                | 2015年1月3日   | 2026 第二组       | 博兹曼市     |
| 内布拉斯加州 |                                                          | 德布·菲舍尔            |      | 共和黨                   | 1951年3月1日   | 牧场主 | 内布拉斯加州议会                                                  | 内布拉斯加大学林肯分校 (BS)                                                                        | 2013年1月3日   | 2030 第一组       | 瓦倫泰恩     |
| 内布拉斯加州 |                                                          | 皮特·里基茨            |      | 共和黨                   | 1964年8月16日  | 商人 | 內布拉斯加州州長                                                  | 芝加哥大学 (BA, MBA)                                                                               | 2023年1月23日  | 2026 第二组       | 林肯         |
| 内华达州     |                                                          | 凱瑟琳·科爾特斯·馬斯托 |      | 民主党                   | 1964年3月29日  | 律师 | 內華達州總檢察長                                                  | 內華達大學雷諾分校 (BS) 貢扎加大學 (JD)                                                            | 2017年1月3日   | 2028 第三组       | 拉斯维加斯   |
| 内华达州     |                                                          | 杰姬·罗森              |      | 民主党                   | 1957年8月2日   | 程序员 软件开发、设计咨询师 | 联邦众议员                                                        | 明尼苏达大学 (BA) 南內華達社群學院 (AAS)                                                           | 2019年1月3日   | 2030 第一组       | 亨德森       |
| 新罕布什尔州 |                                                          | 珍妮·沙欣              |      | 民主党                   | 1947年1月28日  | 教师 企业家 | 新罕布什爾州州長 新罕布什尔州参议院                               | 西盆斯堡大學 (BA) 密西西比大学 (MSS)                                                               | 2009年1月3日   | 2026 第二组       | 马德伯里     |
| 新罕布什尔州 |                                                          | 瑪姬·哈桑              |      | 民主党                   | 1958年2月27日  | 律师 | 新罕布什爾州州長 新罕布什尔州参议院                               | 布朗大学 (BA) 东北大学 (JD)                                                                        | 2017年1月3日   | 2028 第三组       | 纽菲尔德斯   |
| 新泽西州     |                                                          | 柯瑞·布克              |      | 民主党                   | 1969年4月27日  | 律师 | 紐華克市長 纽瓦克市议会                                           | 史丹佛大學 (BA, MA) 牛津大学王后学院 (MA) 耶鲁大学 (JD)                                            | 2013年10月31日 | 2026 第二组       | 紐華克       |
| 新泽西州     |                                                          | 安迪·金                |      | 民主党                   | 1982年7月12日  | 美国国家安全委员会伊拉克事务主任 美国国防部长办公室伊拉克国家事务主任 美国国务院外交事务官员 國際安全援助部隊指挥官战略顾问 美国国际开发署冲突管理专家 | 美国众议院                                                        | 深泉学院芝加哥大学 (BA)牛津大学莫德林学院 (MPhil, DPhil)                                           | 2024年12月8日  | 2030 第一组       | 穆爾斯敦     |
| 新墨西哥州   |                                                          | 馬丁·海因里希          |      | 民主党                   | 1971年10月17日 | 非营利组织执行官 公共关系咨询师 | 联邦众议员 阿尔伯克基市议会                                       | 密苏里大学 (BS)                                                                                    | 2013年1月3日   | 2030 第一组       | 阿布奎基     |
| 新墨西哥州   |                                                          | 本·雷·卢汉             |      | 民主党                   | 1972年6月7日   | 新墨西哥州文化事务部 行政事务主任兼首席财务官 新墨西哥州副司库                                                                                         | 联邦众议员 新墨西哥州公共管理委员会                               | 新墨西哥高地大学 (BBA)                                                                             | 2021年1月3日   | 2026 第二组       | Nambé        |
| 纽约州       |                                                          | 查克·舒默              |      | 民主党                   | 1950年11月23日 | 律师 | 联邦众议员 纽约州众议院                                           | 哈佛大学 (AB, JD)                                                                                  | 1999年1月3日   | 2028 第三组       | 布鲁克林区   |
| 纽约州       |                                                          | 陸天娜                 |      | 民主党                   | 1966年12月9日  | 律师 美國住房及城市發展部特別檢察官 | 联邦众议员                                                        | 达特茅斯学院 (BA) 加利福尼亚大学洛杉矶分校 (JD)                                                    | 2009年1月26日  | 2030 第一组       | 奥尔巴尼     |
| 北卡罗来纳州 |                                                          | 汤姆·蒂利斯            |      | 共和黨                   | 1960年8月30日  | 商业咨询师 | 北卡羅萊納州眾議院議長                                            | 马里兰大学全球分校 (BS)                                                                            | 2015年1月3日   | 2026 第二组       | 亨茨维尔     |
| 北卡罗来纳州 |                                                          | 泰德·巴德              |      | 共和黨                   | 1971年10月21日 | 商人 | 联邦众议员                                                        | 阿巴拉契亞州立大學 (工商管理學學士) 达拉斯神学院 (神學碩士) 威克森林大学 (MBA)                     | 2023年1月3日   | 2028 第三组       | 阿德万斯     |
| 北达科他州   |                                                          | 约翰·霍文              |      | 共和黨                   | 1957年3月13日  | 银行家 | 北達科他州州長                                                    | 达特茅斯学院 (BA) 西北大学 (MBA)                                                                   | 2011年1月3日   | 2028 第三组       | 俾斯麥       |
| 北达科他州   |                                                          | 凱文·克拉默            |      | 共和黨                   | 1961年1月21日  | 州旅游局长 州经济发展和财政局长 北达科他州共和党主席                                                                                                   | 联邦众议员 北达科他州公共服务专员                                 | 康科迪亚学院（明尼苏达州莫尔黑德） (BA) 瑪莉大學 (MA)                                              | 2019年1月3日   | 2030 第一组       | 俾斯麥       |
| 俄亥俄州     |                                                          | 伯尼·莫雷諾            |      | 共和黨                   | 1952年11月9日  | 商人 | 無                                                                | 密歇根大學 (BBA)                                                                                   | 2025年1月3日   | 2030 第一组       | 韦斯特莱克   |
| 俄亥俄州     |                                                          | 喬恩·赫斯特德          |      | 共和黨                   | 1967年8月25日  | 代顿地区商会商业与经济发展副总裁 广播员 公关主管 蒙哥馬利縣委员会职员                                                                                  | 俄亥俄州副州長 俄亥俄州州務卿 俄亥俄州参议院 俄亥俄州众议院议长   | 戴頓大學 (BA, MA)                                                                                  | 2025年1月21日  | 2026 第三组       | 上阿靈頓     |
| 俄克拉荷马州 |                                                          | 詹姆斯·蘭克福德        |      | 共和黨                   | 1968年3月4日   | 教师 非营利项目主管 | 联邦众议员                                                        | 德克薩斯大學奧斯汀分校 (BS) 西南浸信會神學院 (MDiv)                                                | 2015年1月3日   | 2028 第三组       | 愛德蒙       |
| 俄克拉荷马州 |                                                          | 馬克韋恩·馬林          |      | 共和黨                   | 1977年7月26日  | 商人 电台主持人 综合格斗 | 联邦众议员                                                        | 密苏里谷学院 俄克拉荷馬州立大學理工學院 (副學士)                                                   | 2023年1月3日   | 2026 第二组       | 韋斯特維爾   |
| 俄勒冈州     |                                                          | 榮·懷登                |      | 民主党                   | 1949年5月3日   | 教师 非营利组织执行官 | 联邦众议员                                                        | 史丹佛大學 (BA) 俄勒岡大學 (JD)                                                                    | 1996年2月5日   | 2028 第三组       | 波特蘭       |
| 俄勒冈州     |                                                          | 傑夫·默克利            |      | 民主党                   | 1956年10月24日 | 非营利组织执行官 美国国防部CBO分析员 | 俄勒岡州眾議院議長                                                | 史丹佛大學 (BA) 普林斯顿大学 (MPA)                                                                 | 2009年1月3日   | 2026 第二组       | 波特蘭       |
| 宾夕法尼亚州 |                                                          | 大衛·麦考密克          |      | 共和黨                   | 1965年8月17日  | 顧問 商人 | 賓夕法尼亞州司庫 賓夕法尼亞州審計長                               | 聖十字學院 (BA) 美國天主教大學 (JD)                                                                | 2025年1月3日   | 2030 第一组       | 斯克蘭頓     |
| 宾夕法尼亚州 |                                                          | 约翰·费特曼            |      | 民主党                   | 1969年8月15日  | GED教师 青年项目主任 非营利组织主管 | 賓夕法尼亞州副州長 布拉多克市长                                   | 奥尔布赖特学院 (BA) 康涅狄格大学 (MBA) 哈佛大学 (MPP)                                              | 2023年1月3日   | 2028 第三组       | 布拉多克     |
| 罗得岛州     |                                                          | 杰克·里德              |      | 民主党                   | 1949年11月12日 | 律师 陆军预备役军官 陆军军官 | 联邦众议员 羅德島參議院                                           | 西点军校 (BS) 哈佛大学 (MPP, JD)                                                                   | 1997年1月3日   | 2026 第二组       | 詹姆斯敦     |
| 罗得岛州     |                                                          | 謝爾登·懷特豪斯        |      | 民主党                   | 1955年10月20日 | 律师 美国联邦检察官 | 羅德島州總檢察長                                                  | 耶鲁大学 (BA) 弗吉尼亚大学 (JD)                                                                    | 2007年1月3日   | 2030 第一组       | 纽波特       |
| 南卡罗来纳州 |                                                          | 林賽·格雷厄姆          |      | 共和黨                   | 1955年7月9日   | 律师 空军预备役军官 | 联邦众议员 南卡羅來納州眾議院                                     | 南卡羅來納大學 (BA, JD)                                                                            | 2003年1月3日   | 2026 第二组       | 塞内卡       |
| 南卡罗来纳州 |                                                          | 蒂姆·斯科特            |      | 共和黨                   | 1965年9月19日  | 保险代理 财务顾问 | 联邦众议员 南卡羅來納州眾議院 查尔斯顿县议会                      | 長老會學院 查爾斯頓南方大學 (BS)                                                                   | 2013年1月2日   | 2028 第三组       | 哈那汗       |
| 南达科他州   |                                                          | 約翰·圖恩              |      | 共和黨                   | 1961年1月7日   | 董事会 国家铁路局局长 南達科他州共和黨执行董事 | 联邦众议员                                                        | 拜歐拉大學 (BA) 南達科他大學 (MBA)                                                                 | 2005年1月3日   | 2028 第三组       | 苏瀑         |
| 南达科他州   |                                                          | 邁克·朗茲              |      | 共和黨                   | 1954年10月24日 | 商人 | 南達科他州州長 南达科他州参议院                                   | 南達科塔州立大學 (BS)                                                                              | 2015年1月3日   | 2026 第二组       | 皮埃尔堡     |
| 田纳西州     |                                                          | 玛莎·布莱克本          |      | 共和黨                   | 1952年6月6日   | 市场咨询师 田纳西州电影、娱乐和音乐委员会执行主任 | 联邦众议员 田納西州參議院                                         | 密西西比州立大学 (BS)                                                                              | 2019年1月3日   | 2030 第一组       | 布伦特伍德   |
| 田纳西州     |                                                          | 威廉·哈格蒂            |      | 共和黨                   | 1959年8月14日  | 管理咨询师 私募股权投资公司合伙人 美國駐日大使 田纳西州经济与社区发展专员                                                                              | 无                                                                | 范德堡大学 (BA, JD)                                                                                | 2021年1月3日   | 2026 第二组       | 纳什维尔     |
| 得克萨斯州   |                                                          | 約翰·康寧              |      | 共和黨                   | 1952年2月2日   | 律师 | 圣安东尼奥地区法官 德克萨斯州州检察长 德克薩斯州最高法院 (大法官) | 三一大學 (BA) 聖瑪麗大學 (JD) 弗吉尼亚大学 (LLM)                                                   | 2002年12月2日  | 2026 第二组       | 奧斯汀       |
| 得克萨斯州   |                                                          | 泰德·克鲁兹            |      | 共和黨                   | 1970年12月22日 | 律师 美国司法部 德克薩斯州民事檢察總長 | 无                                                                | 普林斯顿大学 (AB) 哈佛大学 (JD)                                                                    | 2013年1月3日   | 2030 第一组       | 休斯敦       |
| 犹他州       |                                                          | 麥克·李                |      | 共和黨                   | 1971年6月4日   | 律师 州长总顾问 美国联邦检察官 | 无                                                                | 楊百翰大學 (BA, JD)                                                                                | 2011年1月3日   | 2028 第三组       | 阿尔派       |
| 犹他州       |                                                          | 約翰·柯蒂斯            |      | 共和黨                   | 1960年5月10日  | 商人 | 美國聯邦衆議員 普罗沃市長                                         | 楊百翰大學 (BS)                                                                                    | 2025年1月3日   | 2030 第一组       | 普罗沃       |
| 佛蒙特州     |                                                          | 伯尼·桑德斯            |      | 独立                     | 1941年9月8日   | 电影制片人 作家 政治活动家 | 联邦众议员 佛蒙特州伯靈頓市長                                     | 布鲁克林学院 芝加哥大学 (BA)                                                                       | 2007年1月3日   | 2030 第一组       | 伯靈頓       |
| 佛蒙特州     |                                                          | 彼得·韋爾奇            |      | 民主党                   | 1947年5月2日   | 社区组织者 佛蒙特州高级法院法律助理 律师 | 美国众议院 佛蒙特州参议院临时议长 佛蒙特州參議院少数党领导人      | 聖十字學院 (BA) 加利福尼亞大學柏克萊分校 (JD)                                                      | 2023年1月3日   | 2028 第三组       | 诺威奇       |
| 弗吉尼亚州   |                                                          | 马克·沃纳              |      | 民主党                   | 1954年12月15日 | 商人 风险投资商 維吉尼亞州民主黨主席 | 維珍尼亞州州長                                                    | 喬治·華盛頓大學 (BA) 哈佛大学 (JD)                                                                 | 2009年1月3日   | 2026 第二组       | 亚历山德里亚 |
| 弗吉尼亚州   |                                                          | 蒂姆·凯恩              |      | 民主党                   | 1958年2月26日  | 传教士 律师 教师 民主黨全國委員會主席 | 維珍尼亞州州長 維吉尼亞州副州長 弗吉尼亚里士满市市长              | 密苏里大学 (BA) 哈佛大学 (JD)                                                                      | 2013年1月3日   | 2030 第一组       | 里士满       |
| 华盛顿州     |                                                          | 派蒂·莫瑞              |      | 民主党                   | 1950年10月11日 | 教师 游说集团 | 華盛頓州參議院 海岸线学区教育局                                   | 華盛頓州立大學 (BA)                                                                                | 1993年1月3日   | 2028 第三组       | 西雅圖       |
| 华盛顿州     |                                                          | 瑪麗亞·坎特威爾        |      | 民主党                   | 1958年10月13日 | 市场营销副总裁 | 联邦众议员 華盛頓州眾議院                                         | 邁阿密大學 (BA)                                                                                    | 2001年1月3日   | 2030 第一组       | 埃德蒙兹     |
| 西弗吉尼亚州 |                                                          | 雪萊·摩爾·卡皮托       |      | 共和黨                   | 1953年11月26日 | 大學職業輔導員 州政府教育資訊中心主任 | 联邦众议员 西弗吉尼亞州眾議院                                     | 杜克大学 (BA) 弗吉尼亚大学 (MEd)                                                                   | 2015年1月3日   | 2026 第二组       | 查尔斯顿     |
| 西弗吉尼亚州 |                                                          | 吉姆·贾斯蒂斯          |      | 共和黨                   | 1951年4月27日  | 商人 | 西弗吉尼亚州州长                                                  | 馬歇爾大學 (BA, MBA)                                                                               | 2025年1月14日  | 2030 第一组       | 路易斯堡     |
| 威斯康星州   |                                                          | 罗恩·约翰逊            |      | 共和黨                   | 1955年4月8日   | 会计师 企业高管 | 无                                                                | 明尼苏达大学 (BS)                                                                                  | 2011年1月3日   | 2028 第三组       | 奧什科什     |
| 威斯康星州   |                                                          | 塔米·鮑德溫            |      | 民主党                   | 1962年2月11日  | 律师 | 联邦众议员 威斯康星州眾議院 戴恩縣监事会                          | 史密斯學院 (BA) 威斯康星大学麦迪逊分校 (JD)                                                        | 2013年1月3日   | 2030 第一组       | 麦迪逊       |
| 怀俄明州     |                                                          | 約翰·巴拉索            |      | 共和黨                   | 1952年7月21日  | 骨科医师 医务主任 非营利组织执行官 | 懷俄明州參議院                                                    | 伦斯勒理工学院 乔治城大学 (BS, MD)                                                                 | 2007年6月25日  | 2030 第一组       | 卡斯珀       |
| 怀俄明州     |                                                          | 辛西婭·拉米斯          |      | 共和黨                   | 1954年9月10日  | 律师 | 联邦众议员 怀俄明州司库 懷俄明州參議院 怀俄明州众议院             | 怀俄明大学 (BS, JD)                                                                                | 2021年1月3日   | 2026 第二组       | 夏延         |

## 备注
1. 1 2 3  在无党籍联邦参议員中，安格斯·金和伯尼·桑德斯自就任起即加入参议院民主党党團。[1]
2. ↑  美国副总统兼任參議院議長，但不是参议院的成员。
3. ↑  作为副总统，范斯是代表整個國家，而不是代表單一個州，但他的家乡是俄亥俄州。
4. ↑  被任命到该席位，因为他父亲法蘭克·穆考斯基要成为阿拉斯加州长（英语：List of Governors of Alaska）而辞职。
5. ↑  当选接替玛尔塔·麦萨利，因为約翰·麥凱恩的去世以及瓊·凱爾的辞职，麦萨利被任命到该席位。[4][5]
6. ↑  被任命到该席位，因为賀錦麗要担任副总统而辞职。
7. ↑  当选接替拉方扎·巴特勒，后者接任任内去世的黛安·范士丹
8. ↑  被任命到该席位，因为肯·薩拉查要成为内政部长而辞职。
9. ↑  当选接替泰德·考夫曼，考夫曼因为乔·拜登成为美国副总统而被任命到该席位。
10. ↑  为了完成他作为佛罗里达州州长的任期，就职被推迟。
11. ↑  在馬可·魯比奧被确认为国务卿后被任命接替其职位。
12. ↑  时任参议员大衛·珀杜的任期于2021年1月3日（第二轮选举前两天）到期，就职典礼因此而推迟。
13. ↑  当选接替凯莉·洛夫勒，洛夫勒因为強尼·艾薩克森的辞职而被任命到该席位。
14. ↑  被任命到该席位，因为丹尼爾·井上的去世。
15. ↑  当选接替莫·科文（英语：Mo Cowan），科文因为約翰·福布斯·凱瑞成为国务卿而被任命到该席位。[8]
16. 1 2  明尼苏达民主-农民-劳工党 (DFL)是民主党在明尼苏达州的分部，因此该党成员算作民主党。
17. ↑  被任命到该席位，因为艾尔·弗兰肯的辞职。[9]
18. ↑  被任命到该席位，因为特倫特·洛特的辞职。
19. ↑  被任命到该席位，因为泰德·柯克蘭的辞职。
20. ↑  被任命到该席位，因为本·薩斯的辞职。
21. ↑  当选接替杰弗里·基耶萨，基耶萨因为弗蘭克·勞滕伯格（英语：Frank Lautenberg）的去世而被任命到该席位。[12]
22. ↑  当选接替乔治·埃尔米，埃尔米因为鲍勃·梅嫩德斯的撤职而被任命到该席位。
23. ↑  被任命到该席位，因为希拉里·克林顿要成为国务卿而辞职。
24. ↑  在J·D·万斯成为美国副总统后辞职之后，被任命接替其职位。
25. ↑  当选接替湯姆·科博恩，科博恩在第113届美国国会开幕前夕辞职。
26. ↑  当选接替辞职的吉姆·英霍夫。
27. ↑  当选接替辞职的鲍勃·帕克伍德（英语：Bob Packwood）。
28. ↑  被任命到该席位，因为吉姆·德敏特的辞职。
29. ↑  菲爾·格拉姆（英语：Phil Gramm）在任期届满前几周辞职（2002年11月30日生效），希望他的继任者、同为共和党人的約翰·康寧能够获得比其他新当选参议员更高的资历。然而，由于1980年规则委员会的一项政策，康寧没有获得额外的资历。
30. ↑  被任命到该席位，因为克雷格·L·托馬斯的去世。